# Улица 1-я Безбожная (Рязань)
1-й Вокзальный проезд расположен в Железнодорожном районе г. Рязани.
1-й Вокзальный проезд примыкает к ул. Вокзальная, Транспортному и Комсомольскому переулку, Коммунистическому переулку и Малому шоссе.

## История
До октябрьской революции на Троицкой слободе (Ново-Александровская слобода), недалеко от станции Рязань Московско-Казанской железной дороги и Малого шоссе располагались Первая и Вторая Банные улицы. Название улиц было образовано по расположению бани в Троицкой слободе.
В советское время в Рязани действовал Союз воинствующих безбожников (1925—1947), который проводил большую работу по пропаганде атеизма. В 1935 г. по предложению Рязанского отделения Союза воинствующих безбожников Первую и Вторую Банные улицы Троицкой слободы переименовали в улицу 1-я и 2-я Безбожная.
В марте 2023 г. по инициативе "Союза православных женщин" депутаты Рязанской городской думы решили переименовать Безбожные улицы в Вокзальные проезды.

## Историческая справка
Большую антирелигиозную работу проводит Рязанский городской Совет Союза Воинствующих безбожников. В городе насчитывается 73 ячейки СВБ: 12 ячеек на предприятиях, 20 в школах и учебных заведениях, 41 в учреждениях.
Ячейки безбожников объединяют свыше 4000 членов. При горсовете СВБ работает лекторская группа. Среди лекторов лучшие антирелигиозные силы города и преподаватели государственного педагогического института. За 1940 год лекторами на предприятиях и учреждениях прочитана 181 лекция. Лекции посетило 17892 человека.
Большую антирелигиозную работу проводит также актив низовых ячеек безбожников. За 1940 год силами активистов безбожников проведено 223 беседы и доклады, обслужено 11.728 человек.
Особенно хорошо работают ячейки СВБ Рязанской обувной фабрики «Победа Октября», промыслово-кооперативных артелей имени Крупской и Клары Цеткин.